# Forte dos Louros
O Forte dos Louros, também referido como Forte de Loures localiza-se sobranceiro à enseada e foz da ribeira de Gonçalo Aires, no sítio dos Louros, freguesia de São Gonçalo, concelho do Funchal, na ilha da Madeira, Região Autónoma da Madeira.

## História
Trata-se de um pequeno forte erguido às expensas de Eusébio da Silva Barreto (título Ataídes/Uzeis nas genealogias madeirenses), que foi também o seu primeiro capitão-mor, em fins do século XVII, no contexto da Guerra da Restauração da independência Portuguesa.
Havia já perdido a função militar quando, ao tempo do Governador e Capitão-general da Madeira e Porto Santo D. Diogo Pereira Forjaz Coutinho, este pretendeu ali montar uma fábrica de seda.